# Time Is on My Side
Time Is on My Side je píseň, kterou napsal Jerry Ragovoy (pod pseudonymem Norman Meade). Po první ji nahrál jazzový trombonista Kai Winding s orchestrem v roce 1963, poté ji nazpívala s dodatečným textem Jimmy Normana, soulová zpěvačka Irma Thomas a The Rolling Stones v roce 1964.

## Historie

### Kai Winding
V produkci Creed Taylora, vokály v pozadí zpívají Cissy Houston, Dionne Warwick a Dee Dee Warwick, byla nahrávka vydána u Verve Records v říjnu 1963.

### Irma Thomas
V roce 1964 nahrála Irma Thomas gospelem ovlivněnou cover verzi písně jako B-stranu singlu Anyone Who Knows What Love Is (Will Understand) a vydalo ji Imperial Records. Aranžér H. B. Barnum získal textaře Jimmy Normana, aby rozšířil text, který zpočátku sestával pouze ze slov Time is on my side a You'll come runnin' back . Název písně inspiroval Irmu Thomas k tomu, že v roce 1996 vydala pod stejným názvem album svých hitů.

### Rolling Stones
The Rolling Stones nahráli dvě verze písně Time Is on My Side. První nahrávka s varhanami v úvodu byla vydána v USA v roce 1964 a je na singlu a na albu 12 X 5. Druhá verze s kytarovým úvodem byla vydána ve Velké Británii 15. ledna 1965 na albu The Rolling Stones No. 2. Tato verze se objevuje v kompilacích The best of.... Obě verze Rolling Stones kopírují některé výrazné prvky verze Irmy Thomas, včetně slovních vstupů do zpěvu sboru, monolog uprostřed písně a kytarové sólo, které doplňuje monolog.
Singlová verze pro USA byla vydána 26. září 1964 a dosáhla na šestou příčku Billboard Pop Singles Chart. Stala se tak prvním hitem Rolling Stones v USA, protože jejich předešlý single It's All Over Now, dosáhl pouze 26. místa. Když hráli píseň "Time Is on My Side" během prvního vystoupení v Ed Sullivan Show, byl Sullivan zaskočen jejich vzhledem a vyjádřil se ve smyslu, že by je už nechtěl nikdy do show pozvat, ale následně byli jeho hosty několikrát .
A živá verze písně z roku 1982 je na albu Still Life, a dosáhla na 62. příčku UK singles chart.

## Další cover verze
- Indexi,
- Michael Bolton,
- Cat Power, Hattie Littles,
- Wilson Pickett,
- Brian Poole and the Tremeloes,
- The Pretty Things,
- Paul Revere and the Raiders,
- Kim Wilson,
- Tracy Nelson,
- Patti Smith[3],
- Andrés Calamaro,
- The Moody Blues (1985 The Magnificent Moodies).

Zpěvačka a pianistka Vanessa Carlton nahrála píseň pro Time Warner digital video recorders commercial  , zároveň jako úvodní píseň svého druhého alba Harmonium (2004) a setkala se s negativní odezvou kritiky. Časopis Metroland hodnotil její pojetí písně slovy: "musíme si myslet, že čas určitě není na její straně — jak si vysvětlit celkovou apatii k jejímu druhému albu, Harmonium?" . V reedici alba již tato píseň není.
V roce 2004 píseň nahrál Jimmy Norman, který napsal text, jako poslední skladbu svého alba Little Pieces.
V roce 2007, britská soulová zpěvačka Beverley Knight  nahrála další verzi této písně na své páté studiové album Music City Soul , účinkuje zde i Ronnie Wood.

## Ve filmu a televizi
- V podání skupiny Rolling Stones (s kytarovým úvodem) zpívá opakovaně démon Azazel ve filmu Anděl smrti [7] (1998) a píseň má navodit, že postava byla prostoupená padlým andělem Azazelem.
- V podání Irmy Thomas zazní na konci seriálu Sopranos
- V podání Rolling Stones je titulní písní třetí epizody seriálu Supernatural